# 日高万里
日高万里（1976年5月31日—），日本漫畫家、愛知縣豐川市人、B型。畢業於愛知縣立御津高等學校，短大時期就讀服飾科。

## 略歷
- 1995年、以「願與你同行」在白泉社「花與夢」雜誌出道。
- 1997年、在花與夢1997年12號至17號連載「鄰居你好!」（RIN-JIN）。而後的20號開始「討厭的冤家」的連載。
- 2001年、結束「討厭的冤家」，並於2001年19號開始「羔羊的眼淚」的連載。
- 2003年、「羔羊的眼淚」連載結束。
- 2004年、發行第一本畫冊「羔羊的眼淚/討厭的冤家」。同年，開始「V‧B‧R 絲絨藍玫瑰」的連載。
- 2007年、8/9受長鴻出版社之邀，在台灣舉辦了首次海外簽名會。
- 2008年、暫時停止「V‧B‧R 絲絨藍玫瑰」連載。於花與夢本誌短期連載「苺果甜心Berry Berry」（全3話）。
- 2009年、「V‧B‧R 絲絨藍玫瑰」連載結束。於花與夢2009年18號開始連載「苺果甜心 Berry Berry」。
- 2010年、最後在花與夢2010年12號中斷「苺果甜心Berry Berry」連載。同年於20號開始「天使1/2方程式」的連載，但在24號中斷。
- 2011年、在花與夢2011年8號上開始「天使1/2方程式」的連載。因作者健康狀況不佳，決定以偶數號刊載的方式連載。

## 單行本

### 大然出版
- 戀人物語（秋吉家系列）

1. 365天的戀人（全1集）
2. 永不終止的戀人（全1集）
3. 就是喜歡你（全1集）
4. 不變的情詩（全1集）
5. 討厭的冤家（全13集）

- 時間屋（全1集）
- 鄰居你好!（全1集）

### 東立出版
- 羔羊的眼淚（全7集）
- 苺果甜心Berry Berry（1 - 3集）

### 長鴻出版
- V‧B‧R 絲絨藍玫瑰（全14集）
- 秋吉家的情事 完全版（全2集）
- 打是情，罵是愛?（全1集）
- 天使1/2方程式（1 - 7集）

## 畫集
- 日高萬里 畫集「羔羊的眼淚/討厭的冤家」
- V.B.R絲絨藍玫瑰卡漫插畫完全手冊

## 外部連結
- 日高萬里的部落格 de 日常天國作者本人的部落格。（日語）